# Bosse Andersson (författare)
För andra betydelser, se Bo Andersson (olika betydelser).
Bosse Andersson, född Bo Jan-Erik Andersson 3 juni 1945 i Alingsås, svensk TV-dramatiker, manusförfattare och före detta industriarbetare.

## Filmmanus i urval
- 1971 – Offside
- 1971 – Lavforsen - by i Norrland
- 1972 – Rävspel
- 1973 – Makt på spel
- 1977 – Hempas bar